# Cigognola
Cigognola – miejscowość i gmina we Włoszech, w regionie Lombardia, w prowincji Pawia.
Według danych na rok 2004 gminę zamieszkiwało 1361 osób, 170,1 os./km².